# 66기 혼인보전
66기 혼인보전(本因坊戰, 본인방전)은 2010년 10월 본선 리그를 시작해서 2011년에 4월에 본선 최종전을 통해 도전자를 가리고, 전기 우승자하고의 도전기 7국은 2011년 5월 시작으로 예정되어 있다. 2009년 10월 현재 예선 B,C 경기가 진행 중이다. 덤은 6집반이고, 제한시간은 도전기가 각자 8시간에 60초 초읽기 10회이다.

## 대회 일정
| 구분      | 일정                     |
| --------- | ------------------------ |
| 예선 B, C | 2009년 8월 - 12월        |
| 예선 A    | 2010년 1월 - 4월         |
| 최종 예선 | 2010년 4월 - 8월         |
| 본선      | 2010년 10월 - 2011년 4월 |
| 도전기    | 2011년 5월 - 6월         |

## 본선 리그
본선리그는 전기 본선 성적 상위4명과 최종예선을 거쳐 선발한 4명이 풀리그를 통해 진행한다. 덤은 6집반. 제한시간은 각자 5시간에 60초 초읽기 5회이다.
| 서열 | 기사명                    | 하네 | 이야마 | 타카오 | 장쉬 | 왕 | 고바야시 | 조 | 세토 |  |  |
| 1    | 하네 나오키 (羽根 直樹)   | -    |        |        |      |    |          |    |      |  |  |
| 2    | 이야마 유타 (井山 裕太)   |      | -      |        |      |    |          |    |      |  |  |
| 3    | 타카오 신지 (高尾 紳路)   |      |        | -      |      |    |          |    |      |  |  |
| 4    | 장쉬 (張 栩)              |      |        |        | -    |    |          |    |      |  |  |
| 5    | 왕리청 (王 立 誠)         |      |        |        |      | -  |          |    |      |  |  |
| 5    | 고바야시 사토루 (小林 覺) |      |        |        |      |    | -        |    |      |  |  |
| 5    | 조선진 (趙 善 津)         |      |        |        |      |    |          | -  |      |  |  |
| 5    | 세토 다이키 (瀨戶 大樹)   |      |        |        |      |    |          |    | -    |  |  |